# Vallis Schröteri
La Vallis Schröteri è una struttura geologica della superficie della Luna.